# Yitzhak Sadeh
Yitzhak Sadeh (hebraico: יצחק שדה, nascido Izaak Landoberg, 10 de agosto de 1890 - 20 de agosto de 1952), foi o comandante do Palmach e um dos fundadores das Forças de Defesa de Israel na época do estabelecimento do Estado de Israel.

## Biografia
Yitzhak Sadeh nasceu em 10 de agosto de 1890, como Izaak Landoberg em uma família judia polonesa em Lublin, na Partição Polonesa do Império Russo (agora na Polônia). Sua mãe, Rebecca, era filha do rabino Shneur Zalman Fradkin. Em sua juventude, ele estudou com o rabino Hillel Zeitlin. Sadeh casou-se três vezes. Sua terceira esposa, Margot Meier-Sadeh, morreu de câncer um ano antes dele. Ele teve duas filhas, Iza Dafni e Rivka Sfarim, e um filho, Yoram Sadeh.
Sadeh morreu em Tel Aviv em agosto de 1952. A essa altura, ele havia se tornado uma figura carismática e colorida cujo apelido no Palmach era HaZaken ("O Velho"). Ele está enterrado no Kibutz Givat Brenner. Ele emigrara para Israel em 1920, ao saber da morte de Joseph Trumpeldor, que conhecera três anos antes.

## Carreira militar
Quando a Primeira Guerra Mundial estourou, em agosto de 1914, ele se juntou ao Exército Imperial Russo. Servindo em combate, o então Izaak Landoberg foi condecorado por bravura. Em 1917, ele conheceu Joseph Trumpeldor, e entre 1917 e 1919 o ajudou na fundação do movimento HeHalutz (O Pioneiro). Em 1920, Sadeh fez aliá para Eretz Israel, onde se tornou um dos fundadores e líderes do Gdud HaAvoda (Batalhão Trabalhista).

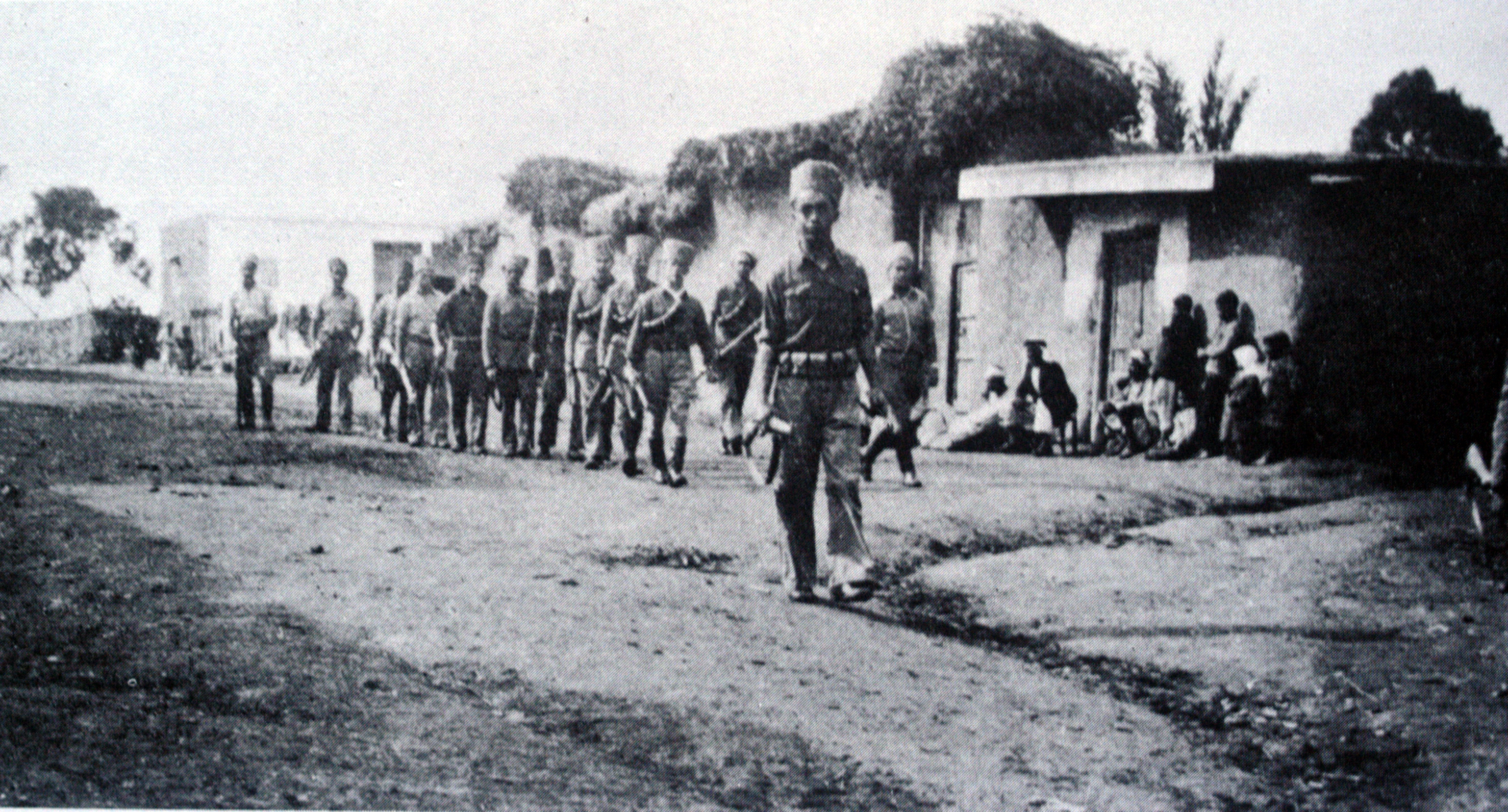
Uma unidade FOSH passando por Yasur, Gaza.

Em 1921, Sadeh era um comandante da Haganah (A Defesa) em Jerusalém. Durante os distúrbios de 1929, ele participou da batalha defendendo Haifa. Quando a Grande Revolta Árabe começou na Palestina, Yitzhak estabeleceu a Nodedet (Tropa Errante ou Unidade de Patrulha) em Jerusalém, que enfrentou os árabes em suas aldeias e bases. Ele exigiu que suas tropas "saíssem das defesas" e iniciassem operações militares ofensivas que levassem a guerra ao inimigo. No verão de 1937, como comandante da Polícia Judaica, fundou a FOSH (abreviatura hebraica, FO'SH, para Plugot Sadeh, significando Companhias de Campanha), o unidade de comandos da Haganah; uma força de ataque judaica de elite, cujos membros foram escolhidos a dedo por Sadeh.

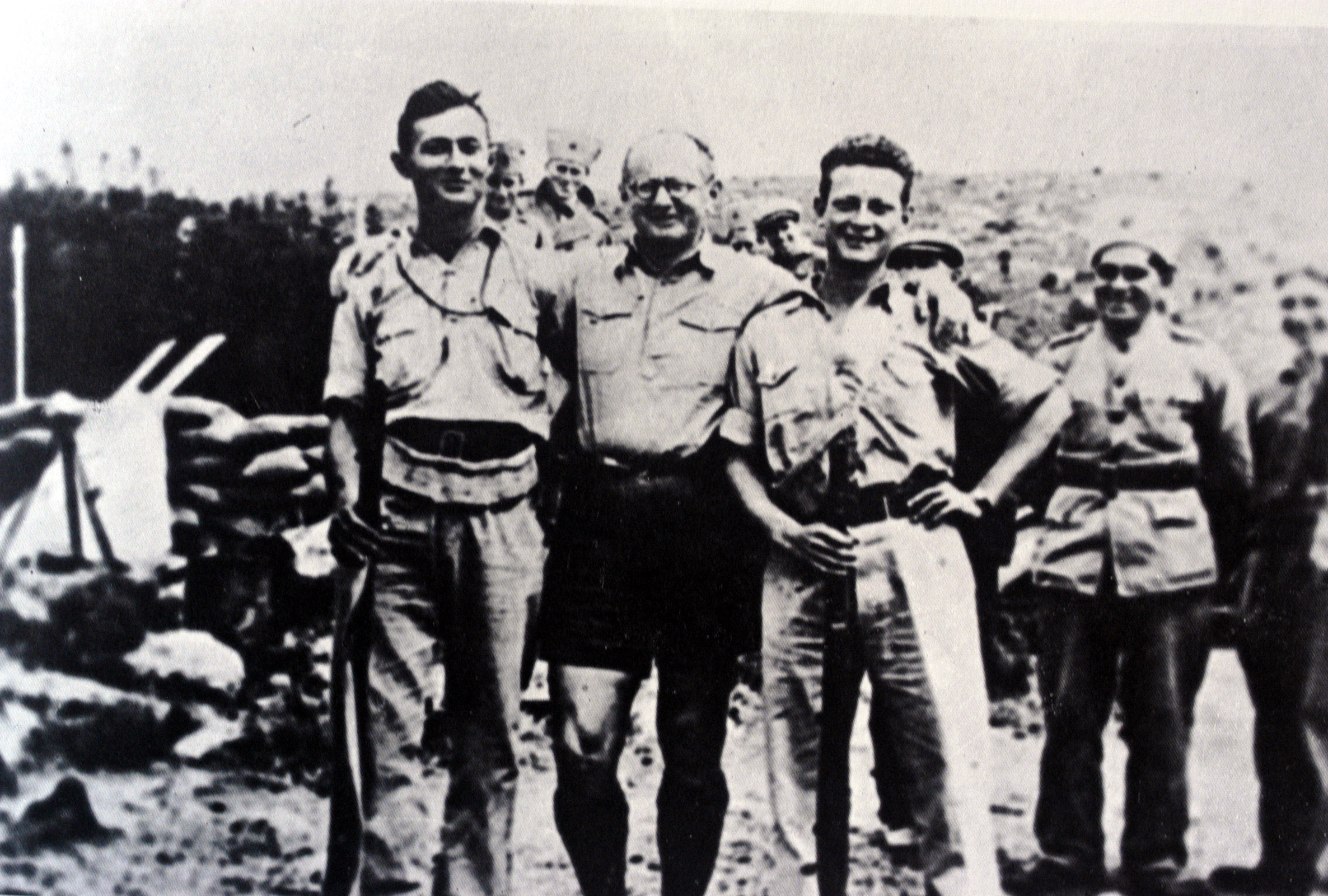
Moshe Dayan, Yitzhak Sadeh e Yigal Allon no kibutz Hanita, 1938.

Ele então comandou o assentamento do Kibutz Hanita em uma colina isolada na fronteira sul do Líbano. Em 1941, ele foi fundamental na fundação do Palmach (acrônimo para Plugot Mahatz / Companhias de Assalto), as forças militares de voluntários alistados do Haganah). O objetivo dessa unidade de elite clandestina era preparar-se para empreender uma guerra de guerrilha no caso das forças do Eixo entrarem na Palestina vindas da África do Norte. Durante os 200 dias de pavor, Sadeh trabalhou no Plano Carmelo, que era uma estratégia detalhada para retirar toda a comunidade judaica da Palestina para o Monte Carmelo, formando um grande enclave para resistir aos invasores.
Sadeh foi comandante do Palmach até 1945, quando foi nomeado Chefe do Estado-Maior da Haganah, e entre outras atividades foi responsável pelas operações do movimento contra as Forças Britânicas durante o Mandato Britânico da Palestina e em operações que trouxeram clandestinos judeus imigrantes para Israel. Ele também foi fundamental na fundação do Gadna (גדנ״ע, batalhões juvenis) em 1941 e se tornou o primeiro comandante não oficial do programa.

### Guerra da Independência

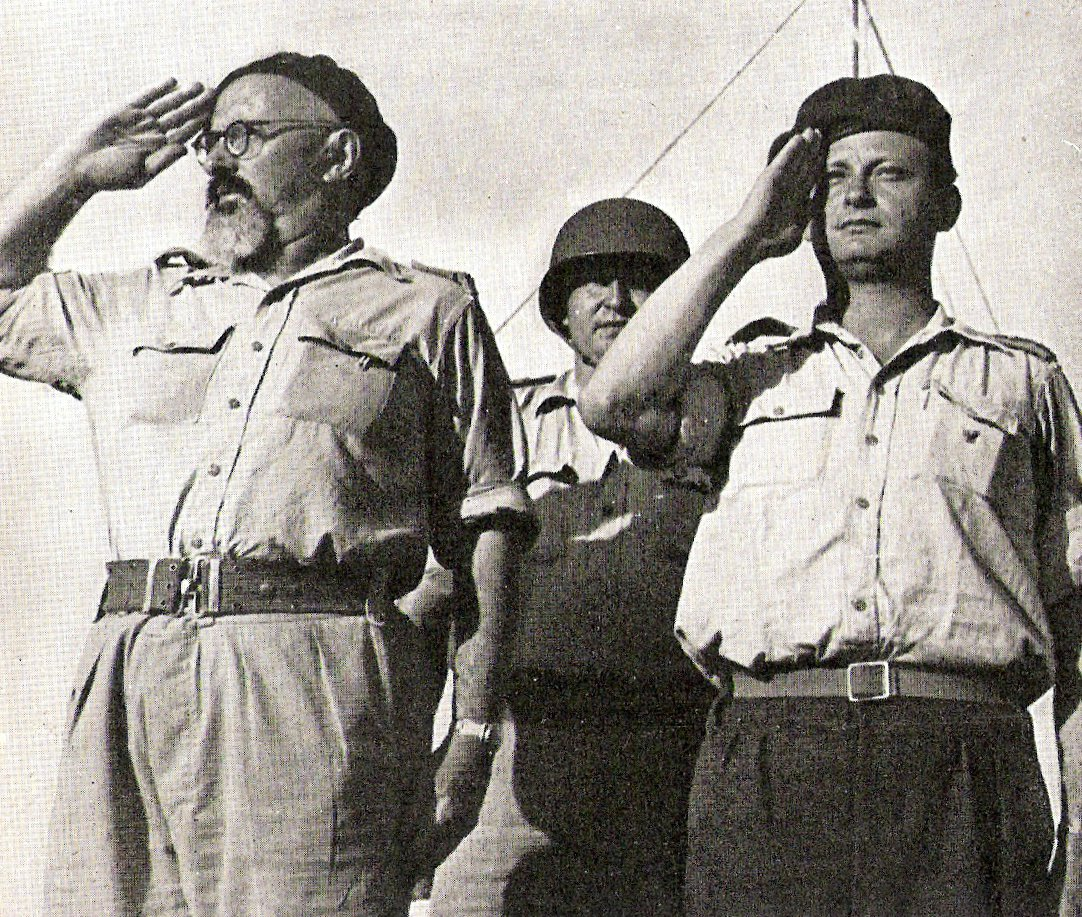
Generais Yitzhak Sadeh e Yigal Allon, 1948.

No início de 1948, Sadeh estava no comando do campo de treinamento da Haganah em Mishmar HaEmek. No início de abril, ele defendeu com sucesso o kibutz contra um ataque em grande escala do Exército de Libertação Árabe. No contra-ataque que se seguiu, suas tropas conquistaram uma grande parte do Vale de Jezreel. No final de abril, ele comandou duas brigadas em uma série de ataques a áreas estratégicas dentro e ao redor de Jerusalém, na Operação Yevusi.

Durante a trégua em junho, ele foi responsável pelo estabelecimento da primeira brigada blindada das FDI. Em julho esta Brigada desempenhou um papel importante na Operação Danny, capturando o aeroporto de Lida, e em outubro, na Operação Yoav, a tomada da fortaleza Iraqu Suwaydan bloqueando a estrada para o Negev. Em dezembro de 1948, ele participou da Operação Horev no Negev, quando as forças sob seu comando cruzaram a fronteira egípcia e ameaçaram El-Arish, bem como o Exército Egípcio na Faixa de Gaza.

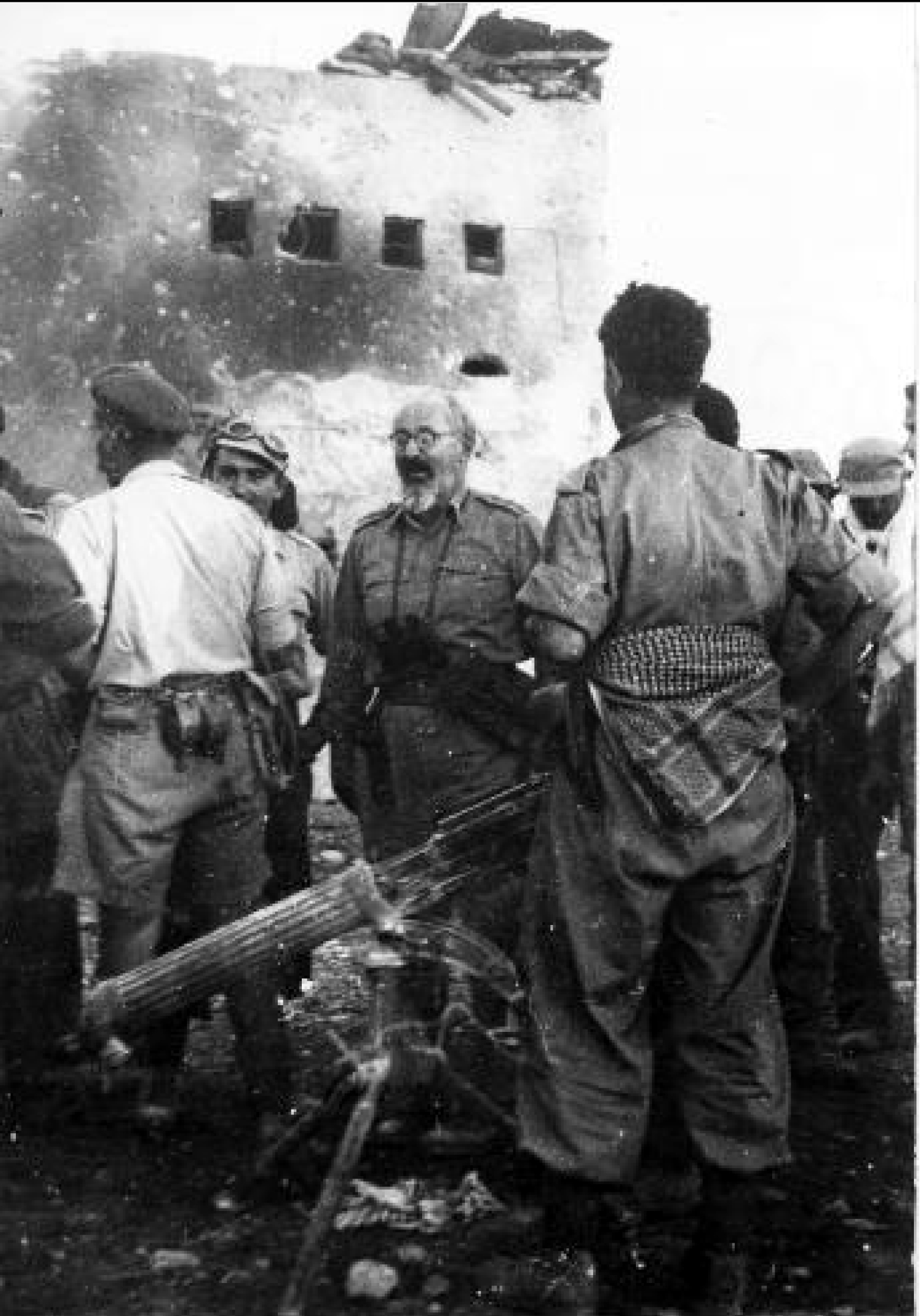
Sadeh visita a fortaleza da polícia no Iraque Suwaydan, 8 de novembro de 1948.
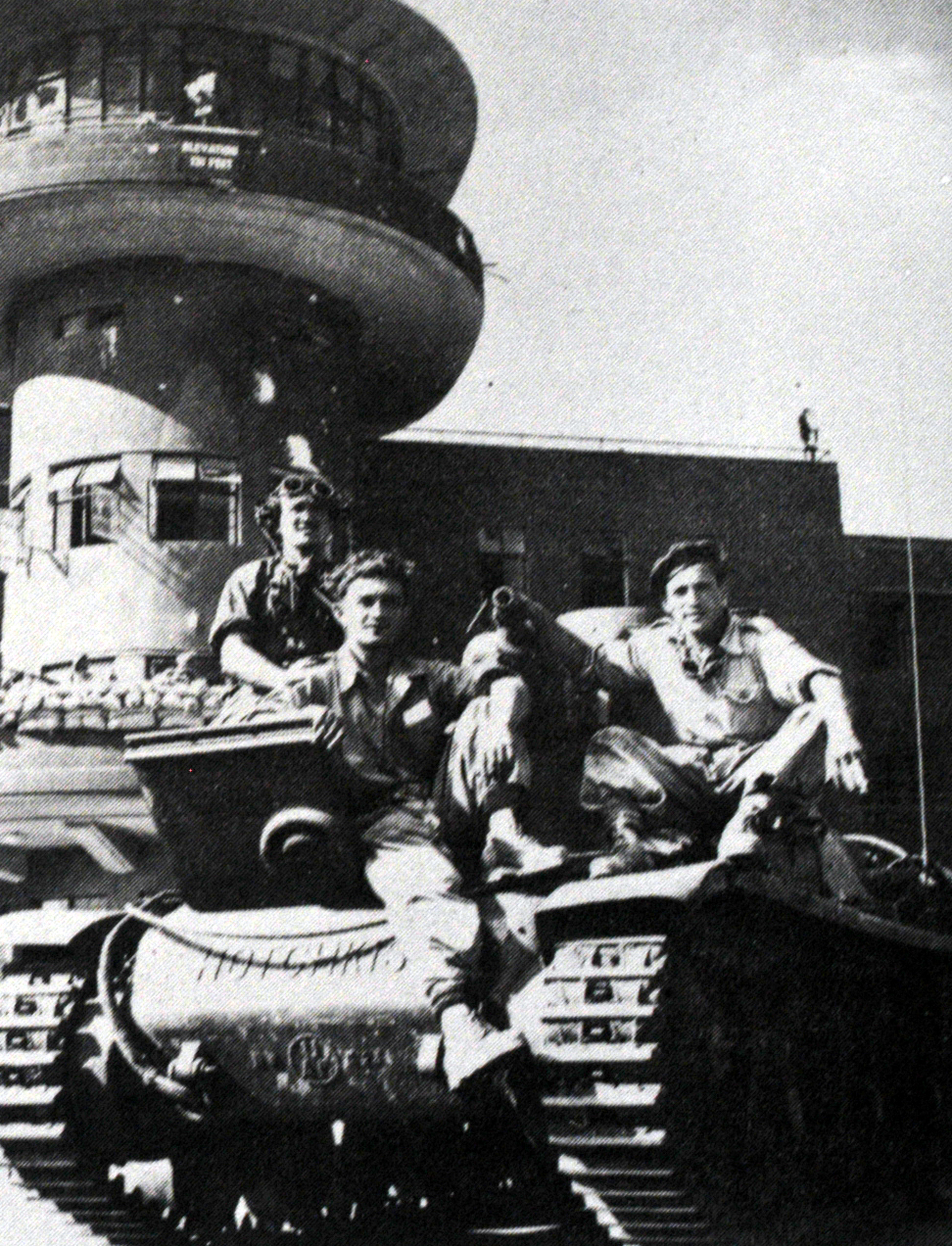
Soldados israelenses em cima dum Hotchkiss H35/H39 do 82º Batalhão Blindado, 8ª Brigada Blindada, em frente ao prédio do aeroporto de Lida, durante a Operação Danny, 10 de julho de 1948.
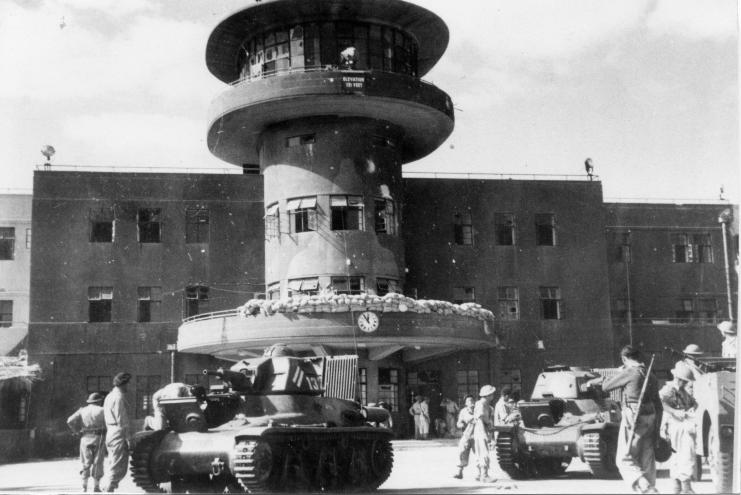
Os Hotchkiss H35/H39 israelenses do 82º Batalhão Blindado em frente ao prédio do aeroporto de Lida, durante a Operação Danny, 10 de julho de 1948.
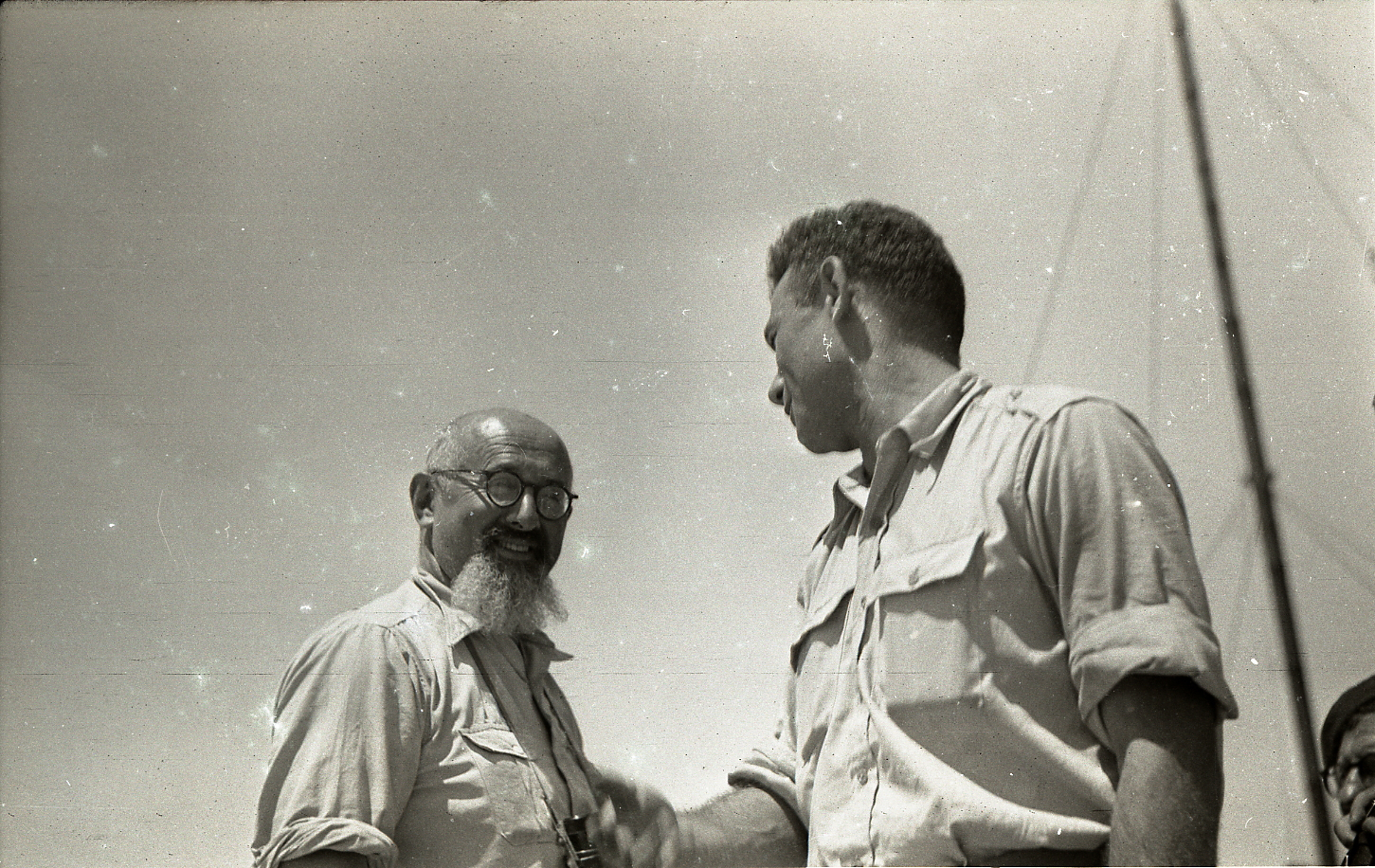
Yitzhak Sadeh no aeroporto de Lida, durante a Operação Danny, 10 de julho de 1948.

## Carreira literária
Quando a guerra da independência terminou em 1949 e o Palmach foi desmantelado, Sadeh deixou o serviço militar. Escreveu ensaios, contos e peças de teatro. O livro Misaviv Lamedura (A Volta da Fogueira) inclui uma coleção de artigos que ele escreveu sob o pseudônimo de Y. Noded (Y. Errante).

## Ativismo esportivo
Sadeh era um promotor e educador do esporte judaico. Quando na Rússia, ele participou de encontros de luta livre e se tornou o campeão de luta livre de São Petersburgo. Como esportista ativo, reconheceu a educação física como tendo importantes valores culturais e educacionais. Como membro do conselho do Hapoel (O Trabalhador), estabeleceu políticas e diretrizes estabelecidas e criou o lema do Hapoel, Alafim lo Alufim (Milhares não Campeões). Milhares de esportistas e soldados agora participam da Corrida do Monte Tabor, dedicada aos ideais do Sadeh.

## Legado e comemoração

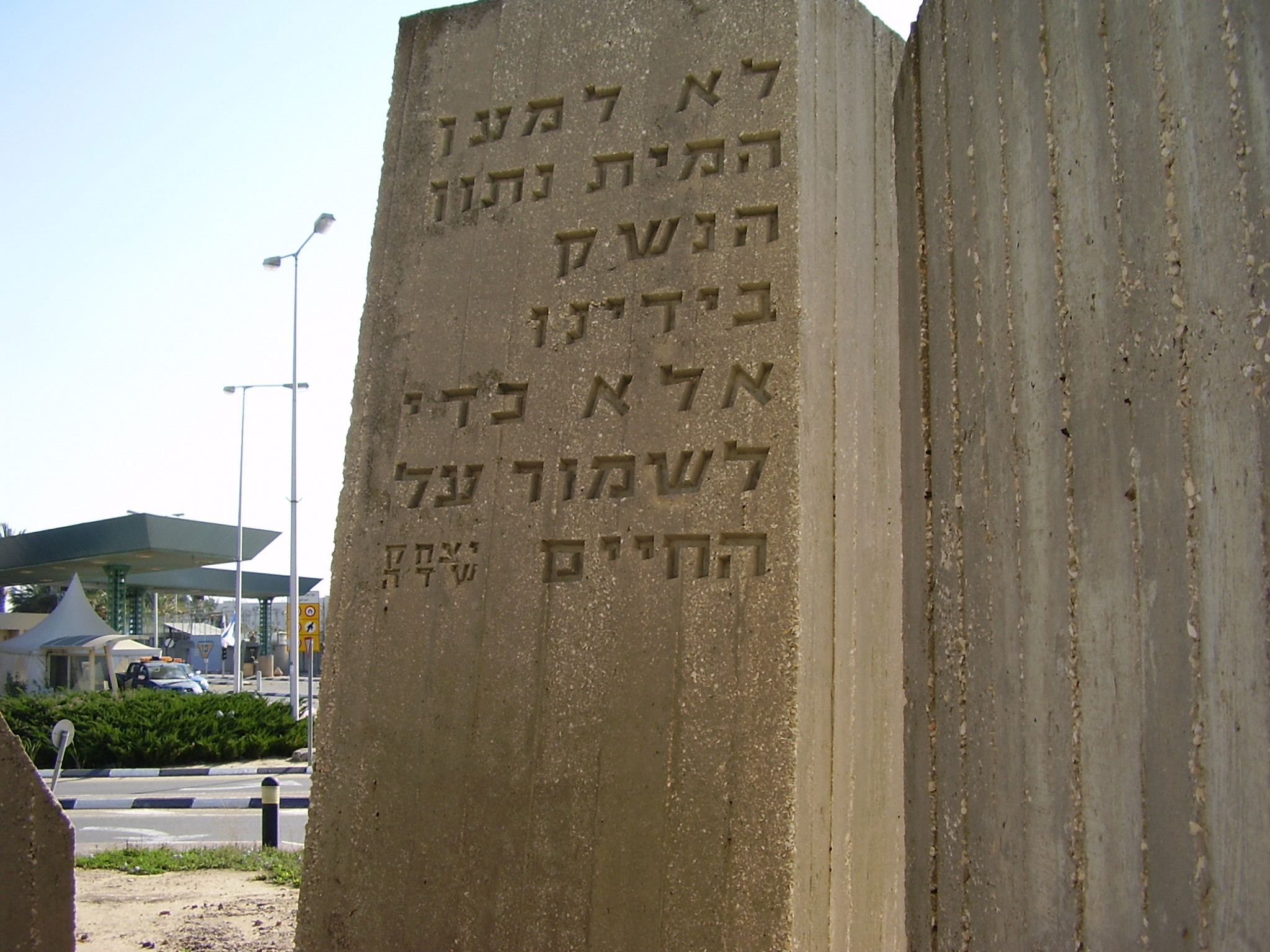
Discurso de Yitzhak Sadeh no memorial da 8ª Brigada no Aeroporto Ben-Gurion.

- Discurso de Yitzhak Sadeh no memorial da 8ª Brigada no Aeroporto Ben-Gurion.O Prêmio Yitzhak Sadeh de Literatura Militar é concedido anualmente em sua homenagem.
- O Serviço Postal de Israel emitiu um selo comemorativo de Sadeh.
- Os kibutzim Nir Yitzhak e Mashabei Sadeh no Negev são seus homônimos, assim como moshav Sde Yitzhak e inúmeras ruas em todo Israel (muitas vezes chamadas Aluf Sadeh, literalmente "General Sadeh").